# Fenner Ferguson
Fenner Ferguson (* 25. April 1814 in Nassau, Rensselaer County, New York; † 11. Oktober 1859 in Bellevue, Nebraska) war ein US-amerikanischer Politiker. Zwischen 1857 und 1859 vertrat er das Nebraska-Territorium als Delegierter im US-Repräsentantenhaus.

## Werdegang
Fenner Ferguson besuchte die öffentlichen Schulen seiner Heimat und studierte anschließend Jura. Nach seiner im Jahr 1840 erfolgten Zulassung als Rechtsanwalt begann er in Albany seinen neuen Beruf auszuüben. Im Jahr 1846 zog er nach Albion in Michigan. Auch dort arbeitete er als Rechtsanwalt.
Ferguson wurde Mitglied der Demokratischen Partei. In Michigan war er zeitweise Bezirksstaatsanwalt und wurde Mitglied im Staatsrepräsentantenhaus. Im Jahr 1854 wurde Ferguson von Präsident Franklin Pierce zum Vorsitzenden Richter des obersten Gerichtshofs im Nebraska-Territorium ernannt. Daher zog er in diesem Jahr nach Bellevue in diesem Gebiet. In seiner neuen Funktion war er an der Gründung der juristischen Bezirke und neuer Gerichte beteiligt und arbeitete ebenso an der Ausarbeitung der ersten Gesetze mit.
1856 wurde er als Kandidat seiner Partei zum Delegierten im US-Repräsentantenhaus in Washington gewählt. Dort löste er am 4. März 1857 Bird Beers Chapman ab, der seine Wahlniederlage erfolglos angefochten hatte. Ferguson blieb nur für eine Legislaturperiode Mitglied im Kongress, in dem er als Delegierter allerdings kein Stimmrecht hatte. Bei den Wahlen des Jahres 1858 verzichtete er auf eine weitere Kandidatur. Daher schied er am 3. März 1859 aus dem Kongress aus.
Nach dem Ende seiner Amtszeit im Repräsentantenhaus arbeitete Ferguson wieder als Rechtsanwalt. Er starb aber nur wenige Monate später und wurde in Bellevue beigesetzt. Fenner Ferguson war seit 1841 mit Helena Upjohn verheiratet, mit der er vier Söhne hatte. Seine Frau verstarb im Jahr 1888.